# Fearless Hyena Part II
Fearless Henya Part II (龍騰虎躍) è un film del 1979 diretto da Chan Chuan e Lo Wei.
Il film, distribuito nel 1983 ad Hong Kong, vede protagonista Jackie Chan (in realtà appare solo in poche scene e viene sostituito da un suo sosia). Il divo si oppose all'uscita del film e aprì un contenzioso con il produttore Lo Wei, che non portò ad un esito positivo. Il film uscì lo stesso e Wei inserì scene tratte dal cult originale diretto e interpretato da Chan. Dopo questa brutta esperienza Jackie passo alla Golden Harvest dove firmerà numerosi successi.

## Trama
Due cugini si uniscono per vendicare la morte dei loro padri.